# Гай Лициний Макр

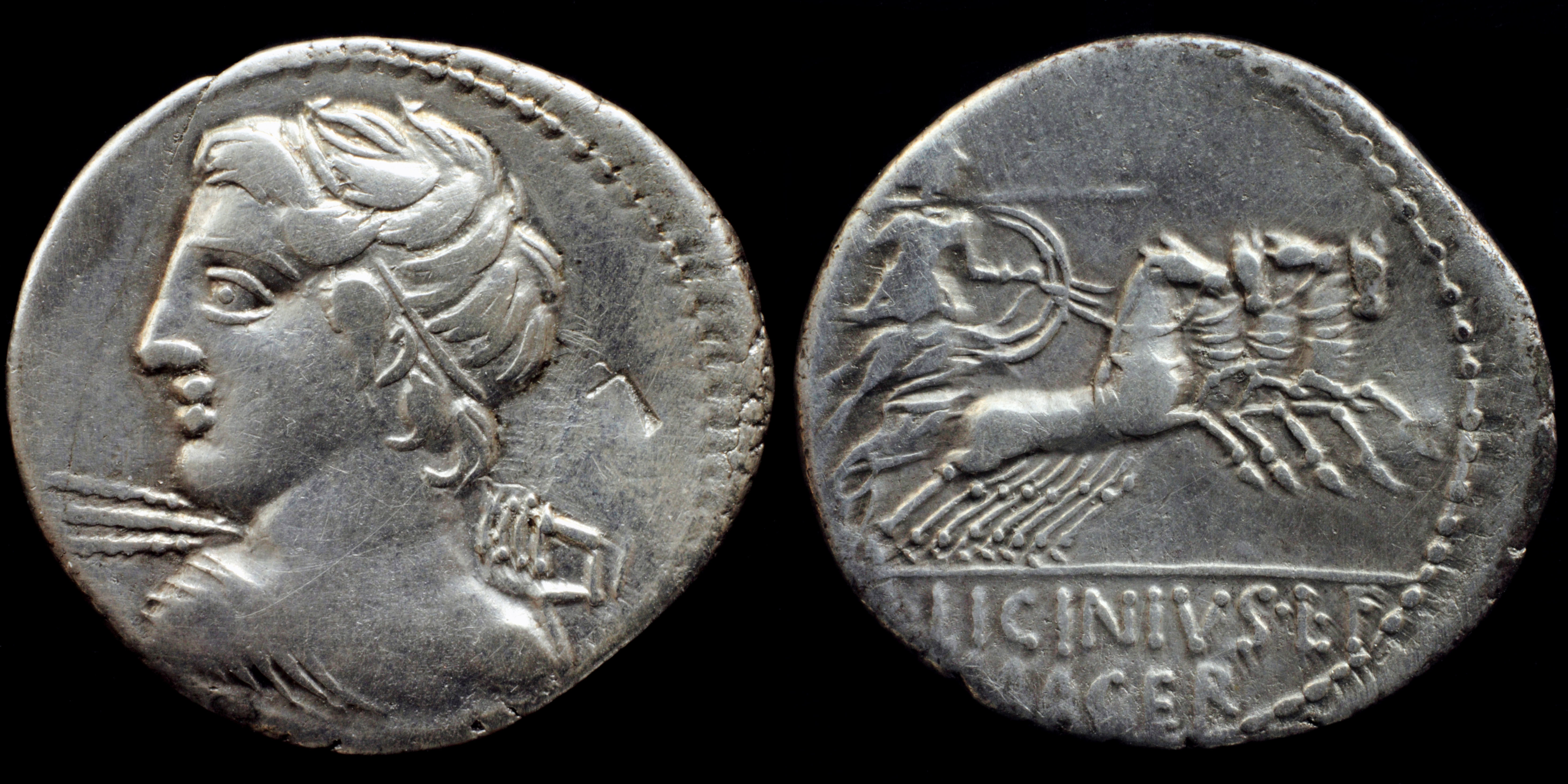
Серебряный денарий чеканки Гая Лициния Макра, слева — увенчанный диадемой Вейовис, мечущий молнии, справа — Минерва с копьем на квадриге (84 год до н. э.)

Гай Лици́ний Макр (лат. Gaius Licinius Macer; ум. 66 до н. э.) — древнеримский политический деятель (народный трибун 73 года до н. э., претор 68 года до н. э.), один из анналистов.

## Биография
Макр принадлежал к древнему плебейскому роду Лициниев. Он был противником Луция Корнелия Суллы и после его смерти стал добиваться отмены распоряжений диктатора. В 73 году до н. э. он был народным трибуном. Гай Саллюстий Крисп включил в свою «Историю» речь Макра к народу в 73 году. Считается, что она придумана Саллюстием, но основана на реальных событиях. В 68 году Макр стал претором. Занятие им высокой должности стало возможным благодаря тому, что в 70 году Гней Помпей Магн и Марк Лициний Красс отменили запрет для народных трибунов занимать другие магистратуры. В 66 году он был обвинён во взяточничестве и покончил жизнь самоубийством (по другой версии, умер вскоре после приговора). У Макра был сын Гай Лициний Макр Кальв, ставший известным поэтом.
Макр написал исторический труд, название которого неизвестно (Annales либо Historiae). Точное количество книг в нём также неизвестно — более поздние грамматики упоминают, в частности, 16-ю книгу, но гораздо чаще цитируют книги I и II. Макр редко заимствовал материал у предшественников, зато часто обращался к первоисточникам — в частности, к libri lintei («льняным книгам» — спискам римских магистратов, записанных на этрусский манер на льняных полотнах). От Цицерона известно о том, что Макр пренебрегал источниками, которые были написаны на древнегреческом языке. В его сочинении излагалась история от мифических событий, связанных с основанием Рима, до неизвестного времени (последний фрагмент его сочинения касается событий 299 года до н. э.). Макр стремился к рационалистическому толкованию мифов: в частности, он предположил, что Ромула и Рема вскормила не волчица (lupa), но жена пастуха Фаустула Акка Ларенция, которую за лёгкое поведение называли блудницей или проституткой (другое значение слова lupa).
Как и Валерий Анциат, Макр не был до конца объективен и стремился возвысить свой род, подчеркнуть его роль в римской истории. Писал Макр под сильным влиянием изысканного и цветастого азианского стиля; Цицерон характеризовал его как «болтливого» историка. Сочинение Макра использовали в качестве источника Тит Ливий и Дионисий Галикарнасский; знали его и более поздние грамматики. До наших дней дошло 25 фрагментов его сочинения, принадлежность Макру ещё двух фрагментов спорна.